# Willenhall
Willenhall is een plaats in het bestuurlijke gebied Walsall, in het Engelse graafschap West Midlands. Willenhall komt in het Domesday Book (1086) voor als 'Winehala' / 'Winenhale'.

## Geboren
- Stuart Dangerfield (1971), wielrenner